# Sphère Média
Sphère Média est une maison de production audiovisuelle canadienne qui œuvre dans le domaine de la création, de l’adaptation, de la production et de la distribution de contenus télévisuels et cinématographiques. 
Son siège social est situé à Montréal et elle possède un bureau à Toronto. 
Sphère Média compte plus de 200 employés[Quand ?] et travaille avec plus de 10 000 pigistes annuellement[réf. souhaitée].
Ses productions sont diffusées au Québec, au Canada et ailleurs le monde[pas clair] auprès que diffuseurs[pas clair] tels que la STQ, TVA, SRC, CBC, CTV, NBC, ABC, CBS, Discovery, SKY, HBO, Viacom, etc.

## Histoire
Sphère Média a été fondé en 1984 par Jean Rémillard sous le nom de Groupe télé-vision inc, l’entreprise est vendue en 2010 à Bruno Dubé et des partenaires pour être renommée DATSIT studios inc en 2012 et prendre le nom définitif de Sphère média inc. lors de l’acquisition en 2017 de Sphère média Plus inc. fondée par Jocelyn Deschênes. Sphère Média a réalisé d’autres acquisitions, dont ORBI XXI en 2016, fondée par Jacques W.Lina, GO Films en 2018 fondée par Nicole Robert, Oasis Animation et Quiet Motion en 2019 fondées par Jacques Bilodeau, BGM en 2020, fondée par Judy Bristow et Sienna Films en 2020, fondée par Julia Sereny et Jennifer Kawaja. Sphère média distribution inc. détient le catalogue de droits de ses œuvres pour l’exploitation internationale et possède également l’agence de ventes internationales WaZabi Films pour la vente de longs métrages.
En 2020, le président de Sphère Média, Bruno Dubé, est nommé « Dealmaker of the year » par le magazine Playback pour les acquisitions de BGM et Sienna Films durant l’année 2020. En janvier 2022, Sphère a annoncé l'acquisition de Sardine Productions, fondée en 2002 par Ghislain Cyr. Enfin, en avril 2022, la société a procédé à l'acquisition du distributeur de films MK2 MILE END, fondée en 2017 par Charles Tremblay.

## Productions

### Cinéma
- 1981 (2009)
- Les Sept Jours du talion (2010)

### Télévision
- 19-2 (2013-2017)
- Annie et ses hommes (2002-2009)
- Belle et Bum (2003-)
- Cardinal (2018-2020)
- Cérébrum (2019-)
- F is for Family (2015-)
- Génial (2010-)
- La famille Groulx (2018-)
- Le monde à l'envers (2022-2023)
- Les Hauts et les Bas de Sophie Paquin (2006-2009)
- Les Honorables (2020-)
- Paranormal 911 (2019-2020)
- Ransom (2017-2019)
- Rumeurs (2002-2008)
- Transplant (2020-)
- Une autre histoire (2018-)